# Rocroithys
Rocroithys é um gênero de gastrópodes pertencente a família Raphitomidae.

## Espécies
- Rocroithys niveus Sysoev & Bouchet, 2001[2]
- Rocroithys perissus Sysoev & Bouchet, 2001[3]

Espécies trazidas para a sinonímia
- Rocroithys nivea Sysoev & Bouchet, 2001:[4] sinônimo de Rocroithys niveus Sysoev & Bouchet, 2001 (Erro ortográfico. Acordo de gênero incorreto.)